# L'Emprise (film, 1948)
Pour les articles homonymes, voir Emprise.
Pour plus de détails, voir Fiche technique et Distribution.
L'Emprise (The Hunted ) est un film noir américain réalisé par Jack Bernhard, sorti en 1948.

## Synopsis
L'inspecteur Johnny Saxon mène une enquête sur un vol. Certains indices portent à croire que l'auteur est une certaine Laura Mead. Saxon est amoureux de Laura, qui elle, clame son innocence. Laura est pourtant arrêtée et conduite en prison. Le jour où Laura est remise en liberté, elle veut se venger et retrouver le coupable. Mais l'assassinat de son avocat éloigne ses chances de faire entendre son innocence. 

## Fiche technique
- Titre français : L'Emprise
- Titre original : The Hunted
- Réalisation : Jack Bernhard
- Scénario : Steve Fisher
- Producteur : Scott R. Dunlap
- Société de production : Scott R. Dunlap Productions
- Musique : Edward J. Kay
- Photographie : Harry Neumann
- Montage : Richard Heermance
- Direction artistique : F. Paul Sylos
- Décors : Raymond Boltz Jr.
- Ingénieur du son : Tom Lambert
- Pays d'origine : États-Unis
- Langue : anglais
- Format : Noir et blanc - 1,37:1 - Mono - 35 mm
- Genre : Drame
- Durée : 88 minutes
- Dates de sortie : 
  -  États-Unis 7 avril 1948
  -  France 13 octobre 1948

## Distribution
- Preston Foster : Johnny Saxon
- Belita : Laura Mead
- Pierre Watkin : Simon Rand, avoué
- Edna Holland : Miss Turner
- Russell Hicks : Dan Meredith, chef des détectives
- Frank Ferguson : Paul Harrison
- Joseph Crehan : Capitaine de Police
- Larry Blake : Hollis Smith
- Cathy Carter : Sally Winters
- Charles McGraw : Détective
- Tristram Coffin : Détective

Acteurs non crédités
- Ernie Adams : Employé de la station service
- George Chandler : Joe, le barman
- Tom Fadden : Un passager du bus
- Rory Mallinson : Policier patrouilleur sur l'autoroute en Arizona